# Кеа
Кеа (лат. Nestor notabilis) — птица из рода несторов семейства Strigopidae отряда попугаеобразных, обитающая в Новой Зеландии (входит в список эндемиков).

## Внешний вид
Внешне кеа похож на сокола или небольшого орла с крупной головой и хищным, загнутым вниз клювом. Несмотря на относительно небольшие размеры, обладает недюжинной силой. Прекрасно летает.
Длина тела 46 см, масса 600—1000 г. В окраске оперения преобладает оливково-зелёный, иногда слегка буроватый цвет, под крыльями перья ярко-красные. Ноги серые. Восковица и радужка тёмно-серые, такого же цвета клюв — сильно загнутый, надклювье длинное.
Название звукоподражательное, получено из-за громкого крика: «кеее-аа».
Кеа отличаются умом и сообразительностью. Так, они, как установили новозеландские ученые в результате проведённых экспериментов, «умеют пользоваться азами статистики, оценивать свои шансы на достижение успеха и гибко менять стратегию поведения». Алекс Тейлор, нейрофизиолог и орнитолог из Университета Окленда, и его коллега Амалия Бастос открыли необычные умственные способности этих птиц, «втянув» шестерых кеа в простейшую азартную игру и наблюдая за тем, как подопытные действуют в процессе её. Попугаи справлялись с задачей не хуже, чем человек или шимпанзе. Причём пернатые не терялись и в случаях, когда экспериментаторы усложняли задачу, делая часть информации недоступной для «игроков» или принимаясь «жульничать», — кеа оперативно корректировали своё поведение с учётом изменений.

## Образ жизни
Кеа населяют горы, лесные долины с крутыми склонами и буковые леса, граничащие с субальпийскими кустарниковыми зарослями, сезонно посещают кустарниковые заросли и альпийские луга. Встречаются и вокруг среды обитания человека, особенно у горнолыжных домиков, туристских отелей и близ кемпингов.
Оседлая птица, перемещается только в местных высотах для поиска пропитания. Молодые птицы более мобильны, чем взрослые. Умелые летуны; их шумные, хорошо заметные стаи часто кружат высоко над горными долинами, особенно в сильный ветер перед бурей.
Данный вид попугаеобразных не опасается холода. Птицы очень игривы, любят кувыркаться в снегу, принимать ванны в только что оттаявших лужах.

Привыкшие к человеку и крайне любознательные пернатые в поисках остатков еды порой наносят повреждения автомобилям, в частности их кабинам и тентам. Кеа привлекают места свалок мусора и ёмкости с отходами, зачастую они вываливают содержимое мусорных контейнеров на землю, при этом могут сами пострадать. 

Любопытный кеа.

Кеа известны выраженным исследовательским поведением, к которому подстёгивает их сильно развитое любопытство, и способностью ловко использовать клюв. Всё это навлекает на них гнев и раздражение местного населения, в то время как туристам, которые с интересом и с удовольствием наблюдают за этими птицами, такое развлечение доставляет немало приятных минут. Прозванные «клоунами гор», кеа не упускают случая исследовать содержимое рюкзаков или автомобилей, которые им приглянулись.
Летом активны в основном ночью.
Всеядны, питаются взрослыми насекомыми и их личинками, червями, которых достают из-под камней и ловят среди напочвенной растительности, в определённое время года лакомятся нектаром цветов и плодами.

## Размножение
Период размножения длится с июля по январь. Гнёзда строят самки в пустотах скал и в норах глубиной до 7 метров. Гнёзда этих птиц так надёжно защищены от непогоды, что «детская смертность» у них, видимо, очень низка. В кладке от 2 до 4 белых яиц. Насиживание длится около 3 недель. Самец кормит самку и птенцов. Через два месяца самка бросает подросших птенцов, а заботливый отец продолжает их подкармливать. Вылетают птенцы из гнезда через 70 дней.

## Угрозы и охрана
Исчезающий вид. С начала XX века до 1970 года фермеры застрелили 150 000 птиц, мотивируя такие действия тем, что эти попугаи изредка нападали на овец, пытаясь выклевать у них жир. Достоверных случаев нападений кеа на живых овец почти не отмечено. Обычно птицы выклевывали жир у овец, погибших по естественным причинам, но фермер, видя этих попугаев на трупе овцы, ошибочно делал из этого заключение, что именно кеа её и убили. Хотя овцы в горах и сами нередко погибали. Кеа если и могли напасть на овец, то вероятно, только на больных и слабых. С 1970 года вид находится под защитой. В 1986 году фермерам запретили истреблять кеа — в обмен на правительственные денежные компенсации. По оценкам, численность всей популяции составляет от 4 до 6 тыс. особей (2017 год). В настоящее время основная угроза для них — хищничество интродуцированных горностаев, которые разоряют их гнёзда, поедая яйца и птенцов.
Вид занесён в Приложение 2 к «Конвенции о международной торговле видами дикой фауны и флоры, находящимися под угрозой вымирания» и в Международную красную книгу.

## Содержание
Хорошо приживаются в домашних условиях. Быстро привыкают к человеку. Считается, что кеа живут до 50 лет, но документальных источников о максимальном возрасте нет. Содержатся в Варшавском, Будапештском, Венском, Пражском, Копенгагенском, Амстердамском и Берлинском зоопарках. Также содержатся в российском парке птиц «Воробьи» близ одноимённого села в Жуковском районе Калужской области.

## Галерея

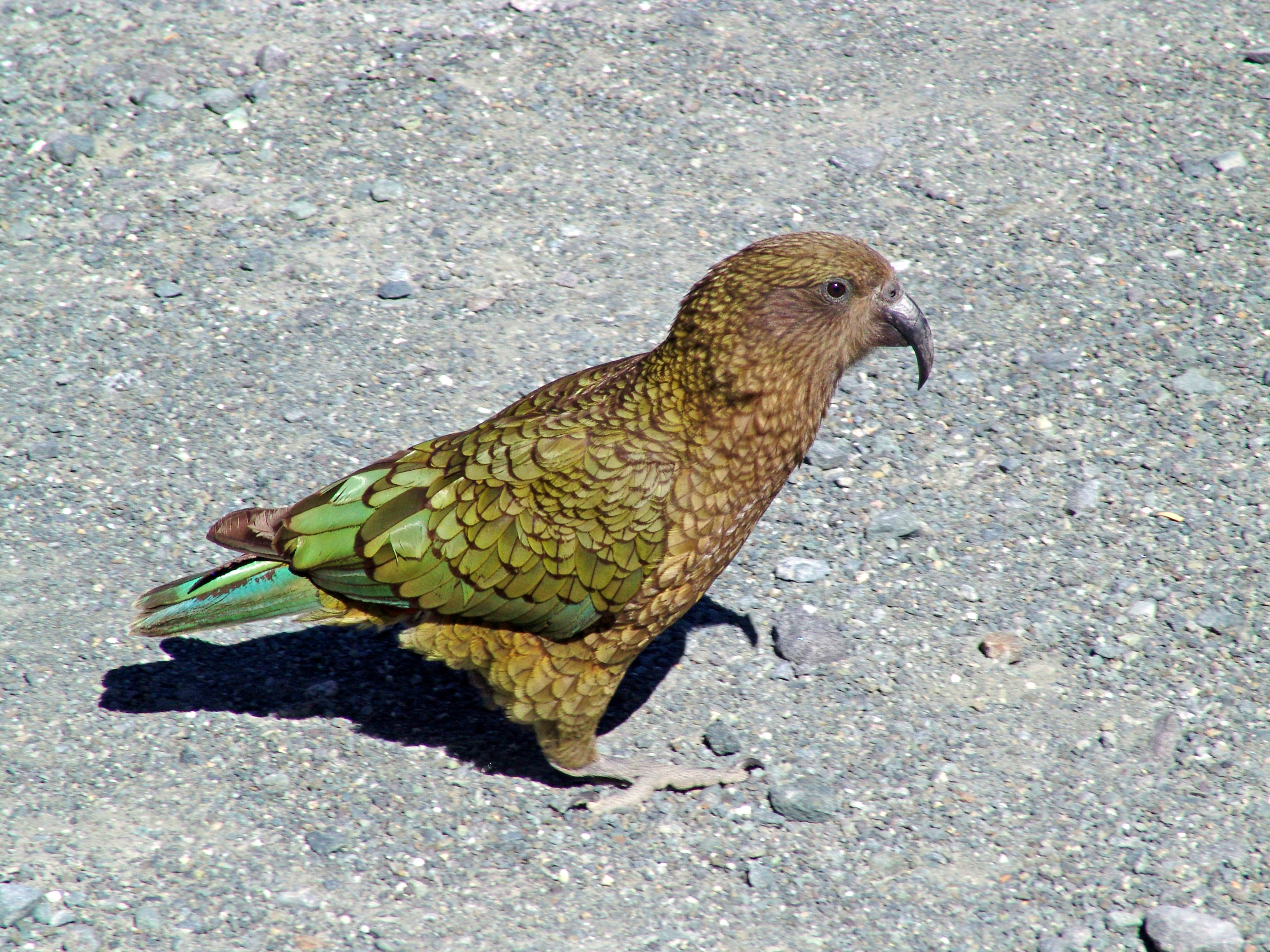
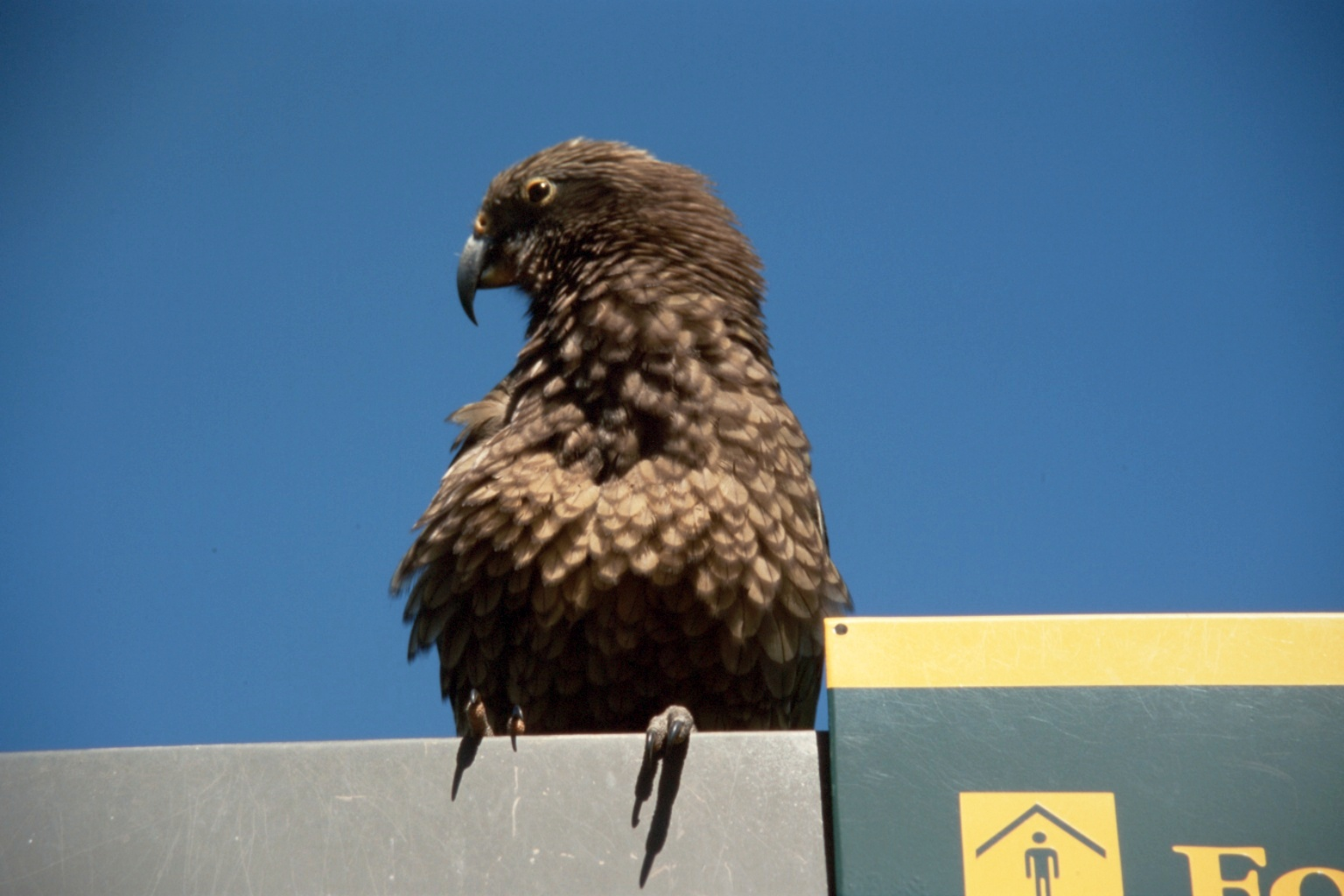
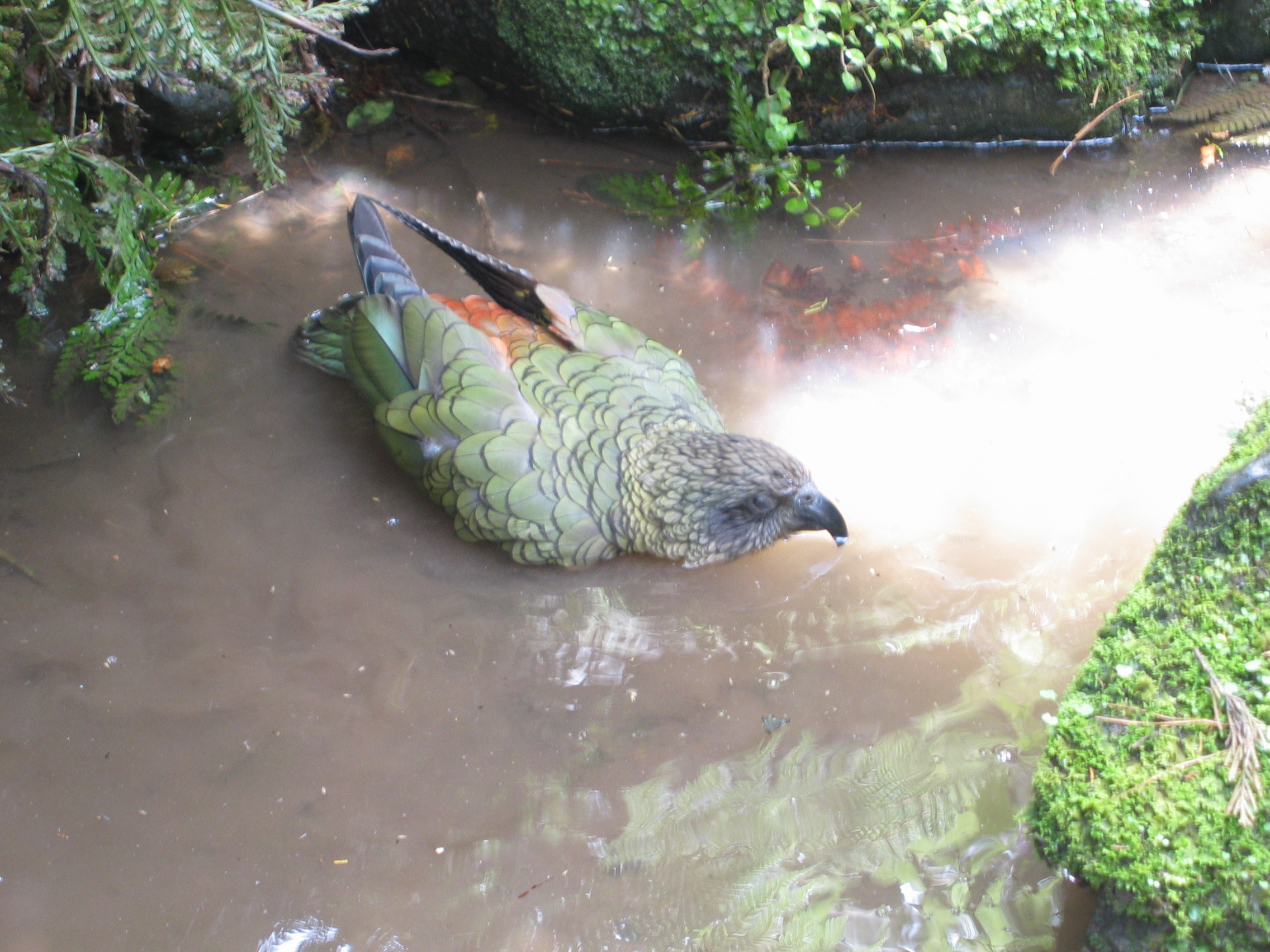
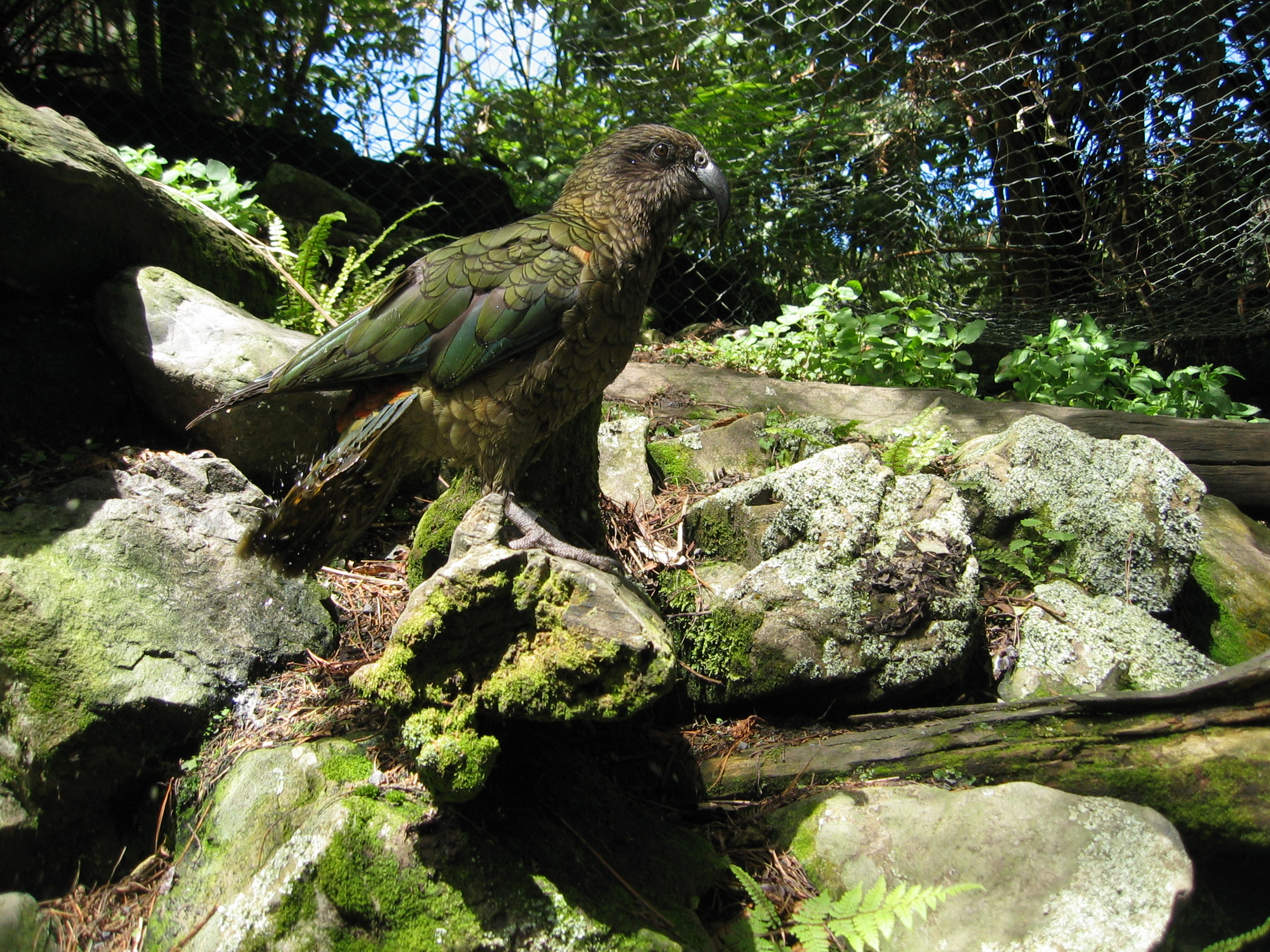
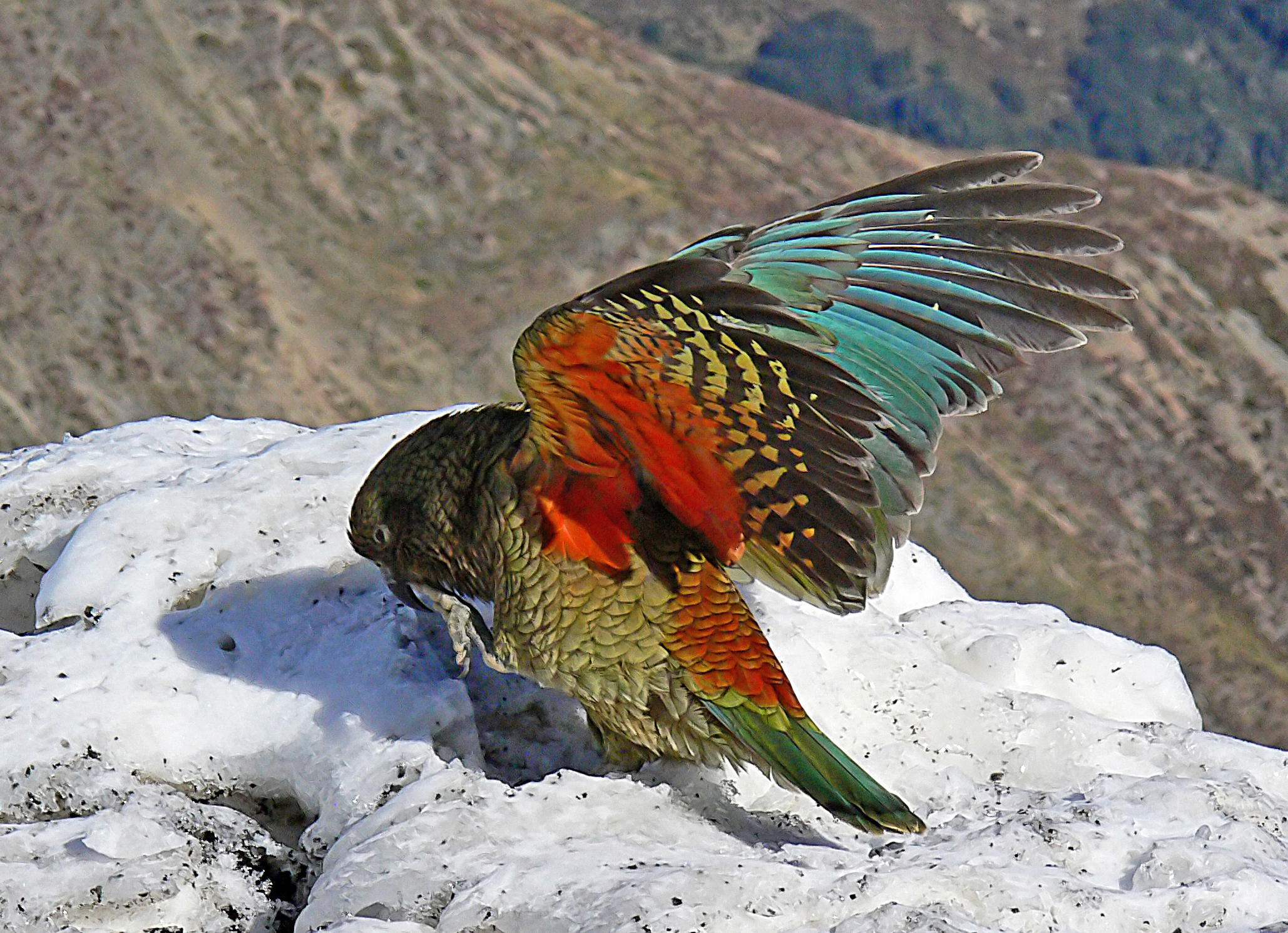
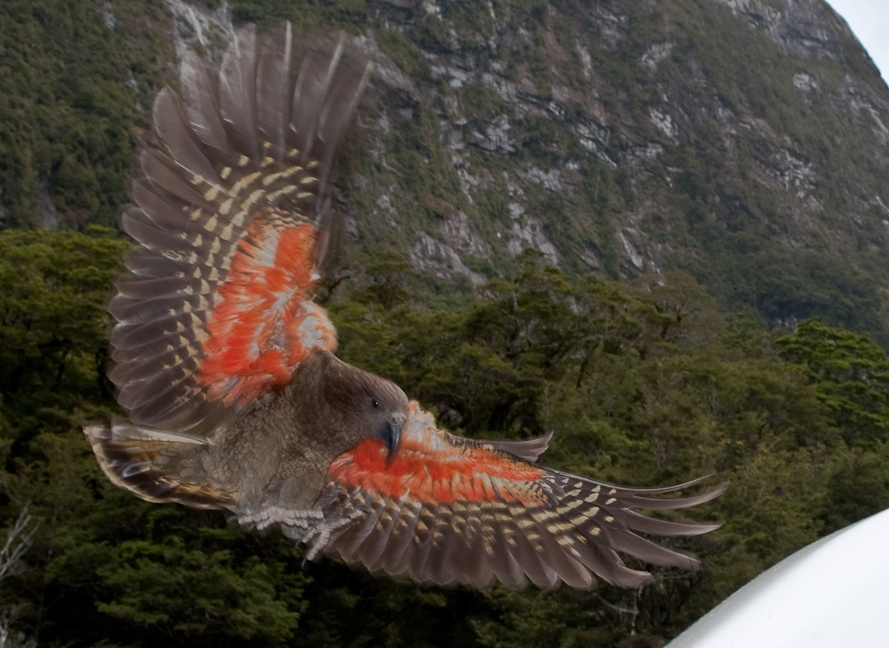